# Nanonycteris veldkampii
Nanonycteris veldkampii es una especie de murciélago de la familia Pteropodidae.

## Distribución geográfica
Se encuentra en Guinea, Liberia, Nigeria, Sierra Leona y Togo.